# Фельче
Фельче (фр. Felce, корс. Felce) — коммуна во Франции, находится в регионе Корсика. Департамент коммуны — Верхняя Корсика. Входит в состав кантона Кастаньичча. Округ коммуны — Корте.
Код INSEE коммуны — 2B111.

## Население
Население коммуны на 2008 год составляло 50 человек.
| 1962 | 1968 | 1975 | 1982 | 1990 | 1999 | 2008 |
| ---- | ---- | ---- | ---- | ---- | ---- | ---- |
| 62   | 81   | 75   | 72   | 33   | 43   | 50   |

## Экономика
В 2007 году среди 28 человек в трудоспособном возрасте (15—64 лет) 16 были экономически активными, 12 — неактивными (показатель активности — 57,1 %, в 1999 году было 43,5 %). Из 16 активных работали 13 человек (7 мужчин и 6 женщин), безработными были 3 мужчины. Среди 12 неактивных 9 человек были пенсионерами, 3 были неактивными по другим причинам.